# Shakalya
Shakalya foi um antigo gramático indiano e estudioso do período védico que supostamente revisou os textos védicos e escreveu seu Pada-pāṭha. Ele é frequentemente citado por Pāṇini e os escritores do Prātiśākhya,  tratados sobre fonética. Seu Padapāṭha do Rigueveda foi uma das primeiras tentativas na direção da análise; ele decompôs o texto samhita do Rigueveda em palavras, identificando até mesmo os elementos separados das palavras compostas.